# Jalšovík
Jalšovík – wieś (obec) na Słowacji położona w kraju bańskobystrzyckim, w powiecie Krupina.
Wieś Jalšovík powstała w 1902 roku z połączenia wsi Dolný Jalšovík i Horný Jalšovík. Pierwsze wzmianki o obu tych miejscowościach pochodzą z roku 1542.
Według danych z dnia 31 grudnia 2016, wieś zamieszkiwało 188 osób, w tym 101 kobiet i 87 mężczyzn.
W 2001 roku pod względem narodowości i przynależności etnicznej miejscowość zamieszkiwali wyłącznie Słowacy.
Ze względu na wyznawaną religię w 2001 roku 96,6% mieszkańców było katolikami rzymskimi, a 3,4% ewangelikami.